# Cộng hòa Xã hội chủ nghĩa Xô viết tự trị Adjar
Cộng hòa Xã hội chủ nghĩa Xô viết Tự trị Adjar (Tiếng Gruzia:აჭარის ავტონომიური საბჭოთა სოციალისტური რესპუბლიკა), còn gọi là Cộng hòa Xã hội chủ nghĩa Xô viết Tự trị Adzhar, là một nước Cộng hòa Xô viết tự trị trong Cộng hòa Xã hội chủ nghĩa Xô viết Gruzia, thành lập vào ngày 16 tháng 7 năm 1921. Sau khi Gruzia li khai và Liên Xô sụp đổ, Cộng hòa Xã hội chủ nghĩa Xô viết Tự trị Adzhar trở thành nước Cộng hòa Tự trị Ajaria trong Gruzia.

## Thành lập
Sau một thời gian bị quân đội Anh và Thổ Nhĩ Kỳ chiếm đóng trong những năm 1918 đến 1920, Ajaria đã bị giành lại về cho Cộng hòa Xã hội chủ nghĩa Xô viết Gruzia. Sau xung đột quân sự vào tháng 3 năm 1920, chính quyền Ankara đã nhượng lại vùng này cho Gruzia. Điều này được chỉ rõ trong điều khoản VI của Hiệp ước Kar với đủ các điều kiện tự trị cho người Hồi giáo. Liên Xô đã thành lập Cộng hòa Xã hội chủ nghĩa Xô viết Tự trị Adjar vào ngày 16 tháng 7 năm 1921. Tuy nhiên dưới thời Stalin, đạo Hồi cũng như Cơ đốc giáo bị hạn chế ở đây.